# Oleh Kuznetsov
Oleh Volodímirovitx Kuznetsov (en rus: Олег Владимирович Кузнецов) (Magdeburg, RDA, 22 de març, 1963) fou un futbolista i actual entrenador ucraïnès de futbol.
Amb 20 anys, Kuznetsov fou fitxat per un dels gegants de la lliga soviètica, el Dinamo de Kíiv, on romangué fins al 1990. Fou traspassat al Rangers FC escocès però les lesions li van impedir triomfar. El 1994 marxà al club israelí del Maccabi Haifa i finalment es retirà al CSKA-Borysfen Kyiv d'Ucraïna el 1997.
Va jugar 63 cops amb l'URSS/CEI (1 gol), i tres cops amb Ucraïna. Fou segon classificat a l'Eurocopa 1988. També participà en els Mundials de 1986 i 1990, a més de l'Eurocopa de 1992.
En el seu palmarès destaquen 6 lligues domèstiques (3 amb Dinamo de Kíiv i 3 amb Rangers), i quatre copes (3 amb Dinamo de Kíiv i 1 amb Rangers). També guanyà la Recopa d'Europa de futbol el 1986 amb el Dinamo de Kíiv.
Començà la seva trajectòria com a entrenador el 1998 al seu darrer club, l'CSKA Kyiv, com assistent. Esdevingué primer entrenador el 2001–2002. Posteriorment fou assistent del Dinamo de Kíiv i de la selecció d'Ucraïna.